# Вашингтон-стріт (Мангеттен)
Вашингтон-стріт (англ. Washington Street) — вулиця з півночі на південь у Нью-Йоркському боро Мангеттен. Проходить кількома різними частинами, від найпівнічнішого кінця на 14-й вулиці в районі Мітпекінг до південного кінця в Батері-Плейс у Батері-Парк-Сіті. Вашингтон-стріт на більшій частині своєї довжини є найзахіднішою вулицею нижнього Мангеттена, крім Вест-стріт. Виняток становлять одноквартальні сегменти у Вест-Вілледжі, де Вігокен-стріт розташована між Вест-стріт і Вашингтон-стріт, а також у Батері-Парк-Сіті.
Головні вулиці зі сходу на захід, які перетинаються, включають (з півночі на південь) Кристофер-стріт, Х'юстон-стріт і Канал-стріт. Нейборгуди які проходять через Вашингтон-стріт, включають район Мітпекінг, Вест-Вілледж, Гудзонову площу та Трайбеку. У точках на північ від Канал-стріт рух по Вашингтон-стріт рухається на південь, у точках на південь від Канал-стріт він рухається на північ.

## Історія
Вашингтон-стріт була названа на честь Джорджа Вашингтона, першого президента Сполучених Штатів. Земля під вулицею належала Троїцькій церкві, а у 1808 році була передана місту.
До 1940-х років відрізок Вашингтон-стріт, особливо від Батері-Плейс до Ректор-стріт, був домом для району Мала Сирія, який складався переважно з арабських християнських іммігрантів із сучасних Лівану та Сирії. Околиці та їхні будинки, які тоді описувала Нью-Йорк таймс як «серце арабського світу Нью-Йорка», були засуджені та знищені, щоб звільнити місце для підходів до Тунель Бруклін-Бфттері (англ. Brooklyn–Battery Tunnel), який був відкритий у 1950 році.